# توماش گالاسک
توماش گالاسک (هلندی: Tomáš Galásek؛ زادهٔ ۱۵ ژانویهٔ ۱۹۷۳) یک بازیکن فوتبال اهل جمهوری چک است.
وی همچنین در تیم ملی فوتبال جمهوری چک بازی کرده‌است.